# نگهبان (فیلم ۲۰۱۱)
نگهبان (انگلیسی: The Guard) فیلمی ایرلندی در سبک کمدی است که در سال ۲۰۱۱ منتشر شد. از بازیگران آن می‌توان به برندن گلیسون، دان چیدل، مارک استرانگ، لیام کانینگهام و فیونولا فلانگان اشاره کرد.

## موضوع فیلم
«گری بویل» یک پلیس ساده در شهری کوچک است. او کدهای شخصیتی خاص خودش را دارد و آدم شوخ طبعی است. در همین حین فردی کشته می‌شود و برای بررسی یک پرونده ی قاچاق، پای مأموران اف بی آی به شهر باز می‌شود و او باید برای مدتی با یک مأمور اف بی ای برای تحقیق بر روی پرونده قاچاق همکاری کند...